# Lista över kvarter i Gamla stan

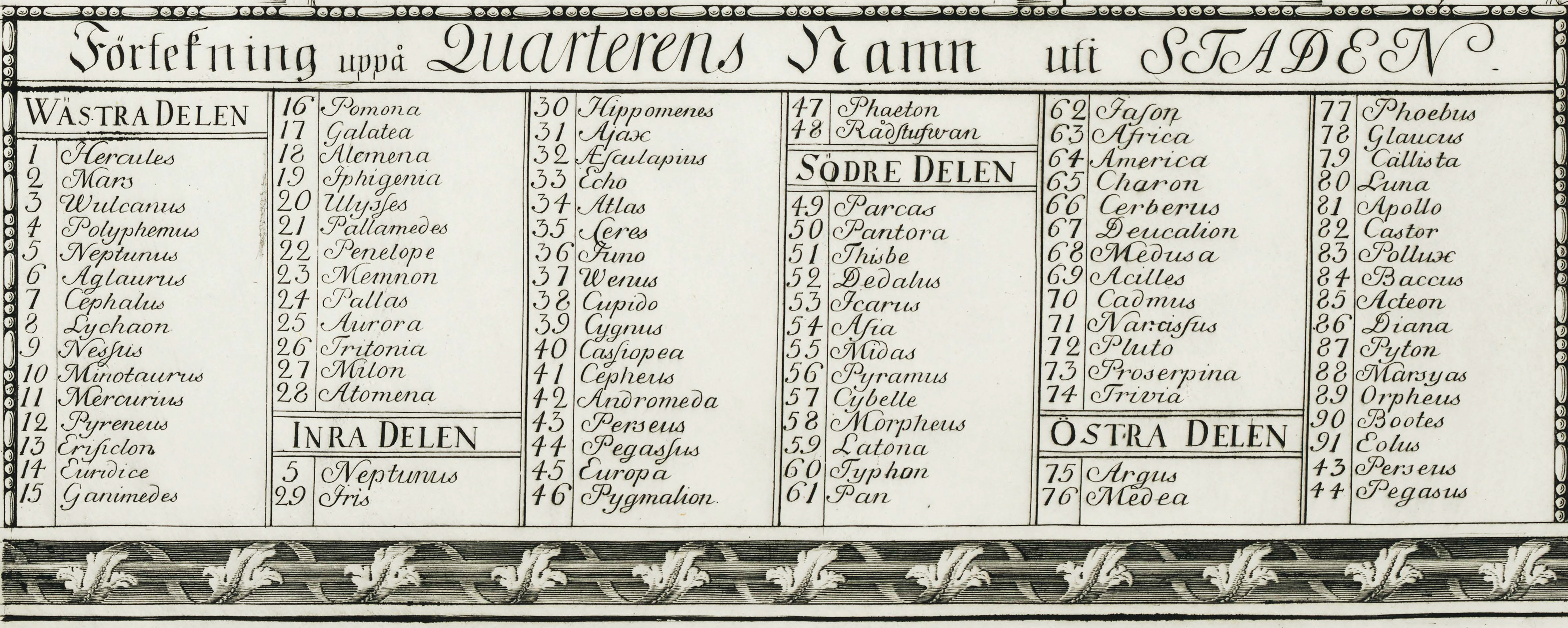
Kvartersnumrering och namn enligt Tillaeus karta från 1733.

Kvarter i Gamla stan i Stockholm.

## Allmänt

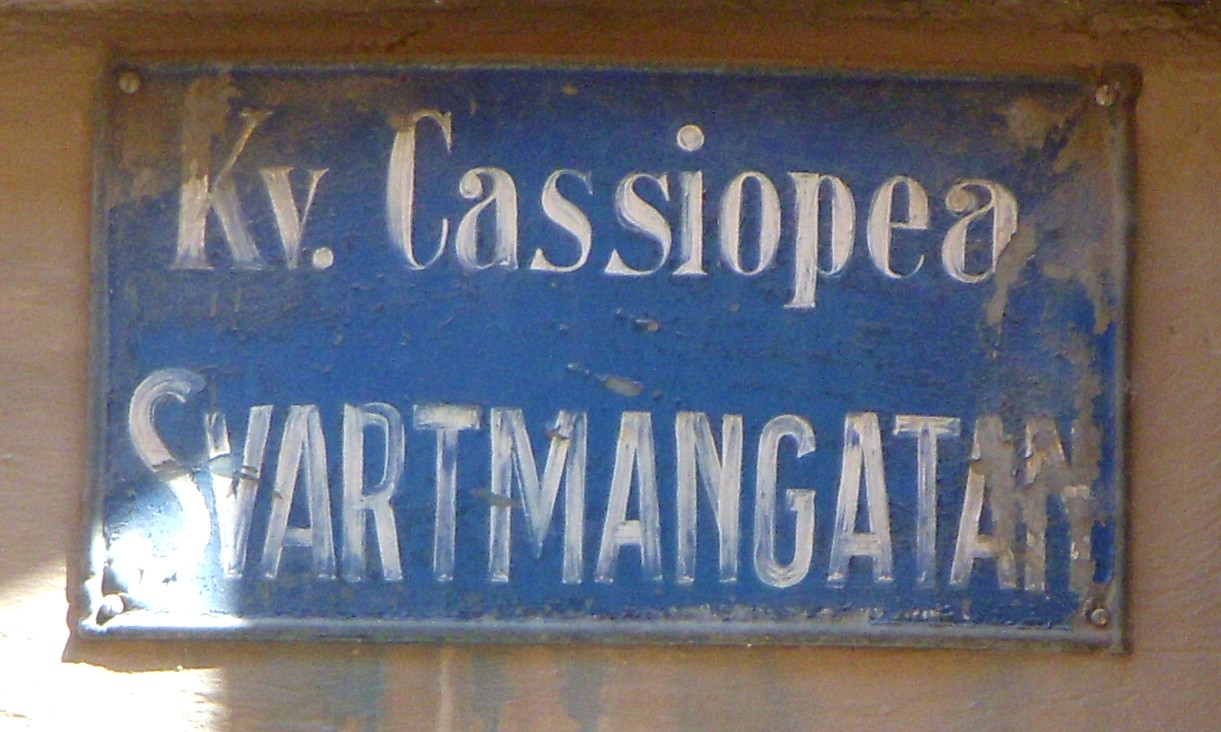
Sällsynt äldre handmålad gatuskylt i kvarteret Cassiopea.

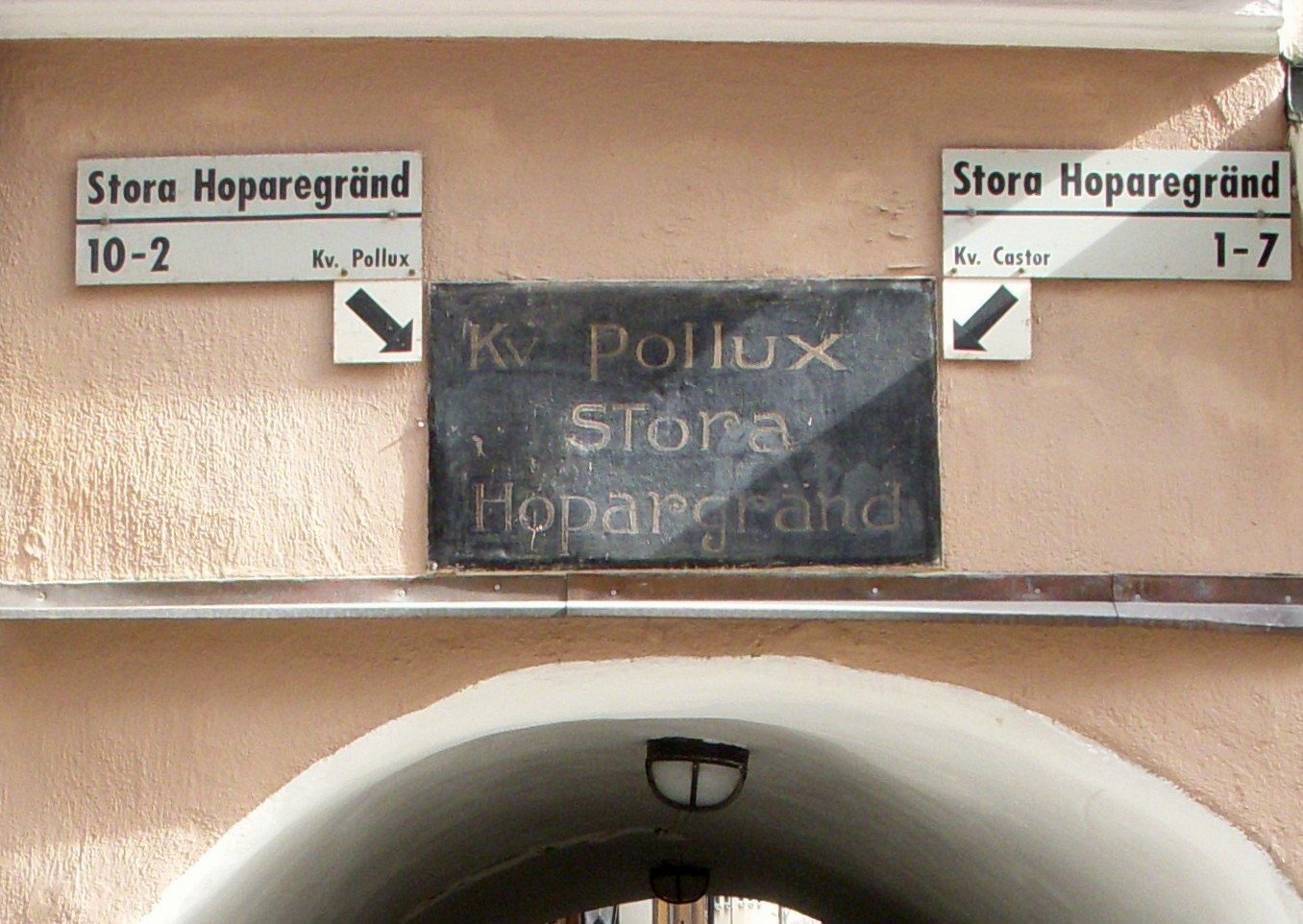
Kvarteren Pollux och Castor på båda sidor om Stora Hoparegränd.

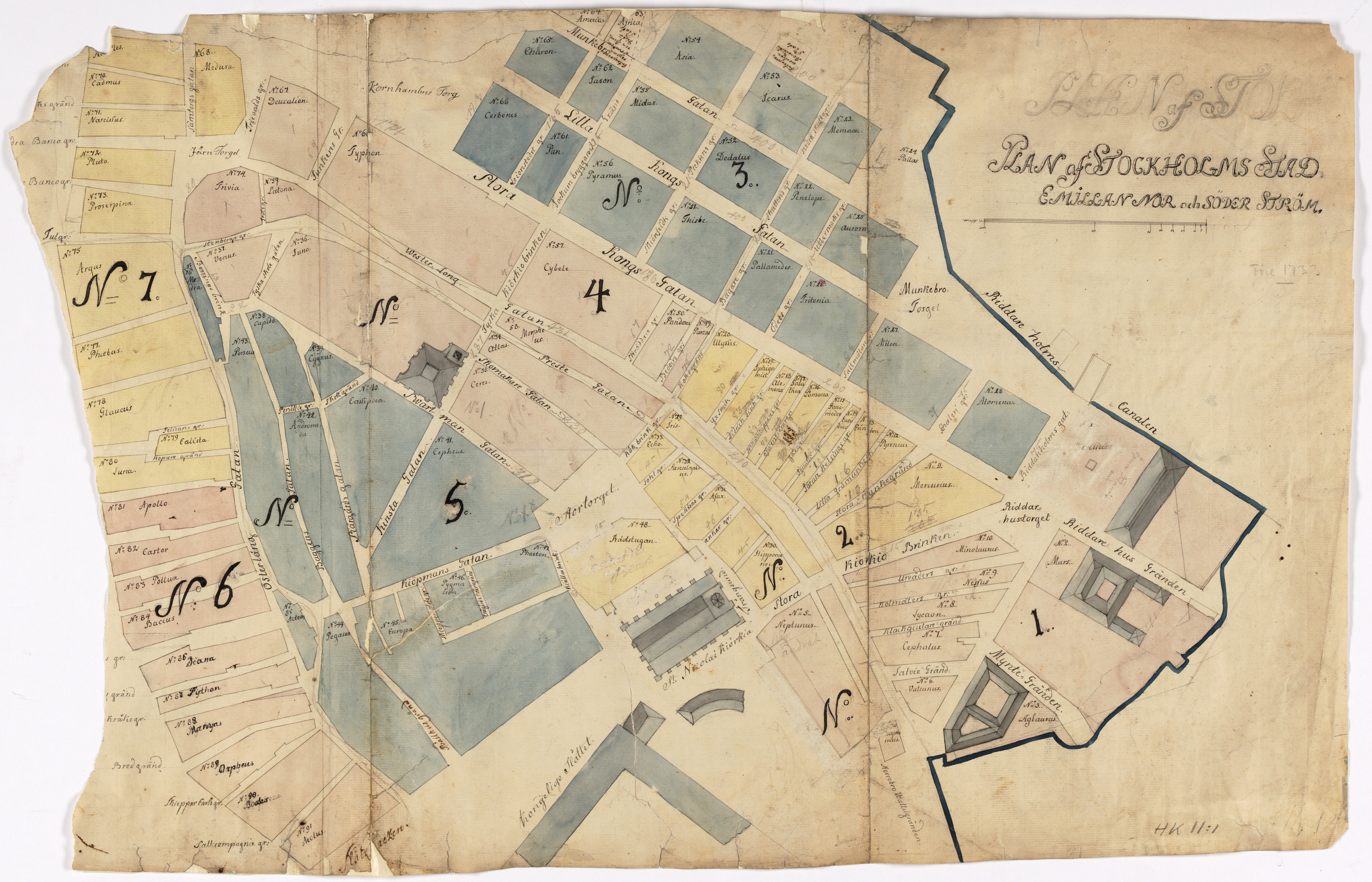
Stockholms stad mellan norr- och söderström 1733. Norr är nedåt.

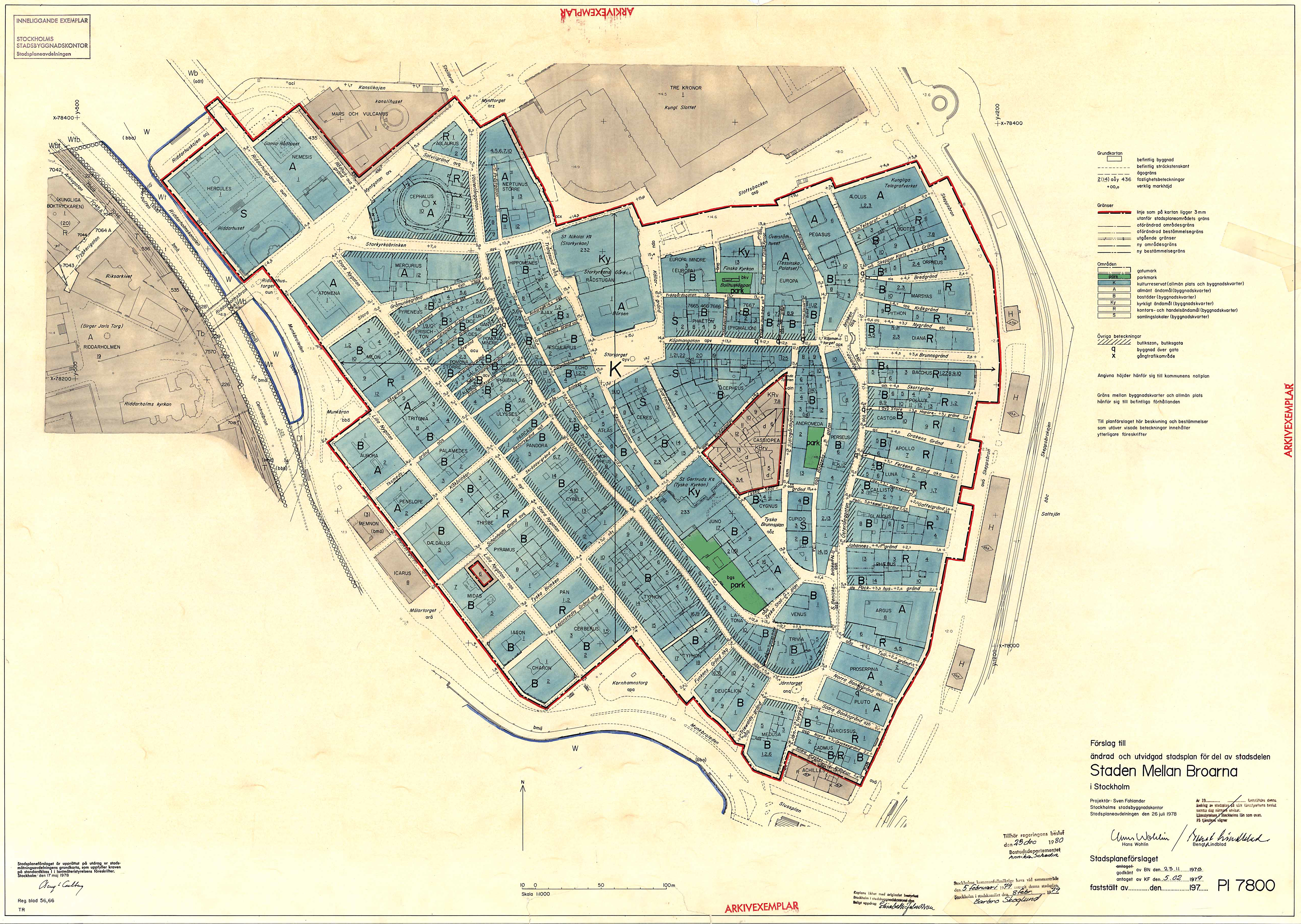
Gällande stadsplan över Gamla stan med alla kvarter och fastigheter, 1978.

Den övervägande delen av kvarteren i Gamla stan har döpts efter begrepp (främst gudar) ur den grekiska och romerska mytologin. Undantagen på Stadsholmen är Rådstugan och Tre Kronor (platsen för Stockholms slott). Gamla stans kvartersnamn har till huvudsak tillkommit under senare delen av 1600-talet och början av 1700-talet och bestämdes förmodligen av stadsingenjören Johan Cortman. Det fanns även planerade, namngivna kvarter som aldrig fullbordades. På Petrus Tillaeus karta från 1733 framgår tre planerade kvarter sydväst om kvarteren Charon, Iason och Midas som skulle heta America, Africa respektive Asia, men som aldrig kom till stånd. Här anlades Mälartorget istället.
Kvartersnamnen fick officiell status genom stadsingenjören Petrus Tillaeus med början 1717. I slutet av 1720-talet infördes ett system med skyltar och nummer på husen. På Petrus Tillaeus karta från 1733 syns numreringen från 1 till 91 och en uppdelning av "Staden" i Wästra Delen, Inra Delen, Södre Delen och Östra delen. De första kvartersnamnen i Gamla Stan var Cerberus och Castor som finns dokumenterade från 1702.
Några kvarter existerar inte längre. Kvarteret Acteon, där Stockholms första synagoga låg, revs på 1820-talet. I kvarteret Kornhamn fanns bostadsbebyggelse i varje fall under 1830-talet, men det revs i början av 1840-talet.  Kvarteret Medea, där vintapparen Jören Benicke (se norra och södra Benickebrinken) hade sitt värdshus och sin krog Solen, försvann i slutet av 1800-talet. Kvarteren Lychaon, Nessus och Minotaurus försvann i och med ombyggnaden av kvarteret Cephalus på 1940-talet. 
I Gamla stans historiska, nordvästra stadsområde sträcker sig ett knippe smala gränder (så kallade vattugränder) och smala kvarter västerut från Västerlånggatan mot Mälarens strandlinje som på medeltiden låg betydligt högre upp. Här återfinns även stadens smalaste kvarter, där kvarteret Eurydice är förmodligen det smalaste i Gamla stan och har mot Stora Nygatan en bredd av enbart 3,3 meter.

## Lista över samtliga kvarter i Gamla stan
| - Kvarteret Acteon - Kvarteret Achilles - Kvarteret Aeolus - Kvarteret Aesculapius - Kvarteret Aglaurus - Kvarteret Ajax - Kvarteret Alcmene - Kvarteret Amphitryon - Kvarteret Andromeda - Kvarteret Apollo - Kvarteret Argus - Kvarteret Atlas - Kvarteret Atomena - Kvarteret Aurora - Kvarteret Bacchus - Kvarteret Bootes - Kvarteret Cadmus - Kvarteret Callisto - Kvarteret Cassiopea - Kvarteret Castor - Kvarteret Cephalus - Kvarteret Cepheus - Kvarteret Cerberus | - Kvarteret Ceres - Kvarteret Charon - Kvarteret Cupido - Kvarteret Cybele - Kvarteret Cygnus - Kvarteret Daedalus - Kvarteret Deucalion - Kvarteret Diana - Kvarteret Echo - Kvarteret Erisichton - Kvarteret Europa - Kvarteret Europa mindre - Kvarteret Eurydice - Kvarteret Galatea - Kvarteret Ganymedes - Kvarteret Glaucus - Kvarteret Gråmunkeholmen - Kvarteret Helgeandsholmen - Kvarteret Hercules - Kvarteret Hippomenes - Kvarteret Iason - Kvarteret Icarus - Kvarteret Iphigenia - Kvarteret Iris | - Kvarteret Juno - Kvarteret Latona - Kvarteret Luna - Kvarteret Lychaon - Kvarteret Mars och Vulcanus - Kvarteret Marsyas - Kvarteret Medea - Kvarteret Medusa - Kvarteret Memnon - Kvarteret Mercurius - Kvarteret Midas - Kvarteret Milon - Kvarteret Minotaurus - Kvarteret Morpheus - Kvarteret Narcissus - Kvarteret Nemesis - Kvarteret Neptunus större - Kvarteret Nessus - Kvarteret Orpheus - Kvarteret Palamedes - Kvarteret Pan - Kvarteret Pandora - Kvarteret Parcas | - Kvarteret Pegasus - Kvarteret Penelope - Kvarteret Perseus - Kvarteret Phaeton - Kvarteret Phoebus - Kvarteret Pluto - Kvarteret Pollux - Kvarteret Pomona mindre - Kvarteret Pomona större - Kvarteret Proserpina - Kvarteret Pygmalion - Kvarteret Pyramus - Kvarteret Pyreneus - Kvarteret Python - Kvarteret Rådstugan - Kvarteret Strömsborg - Kvarteret Thisbe - Kvarteret Tre Kronor - Kvarteret Tritonia - Kvarteret Trivia - Kvarteret Typhon - Kvarteret Ulysses - Kvarteret Venus |

## Historiska kartor med kvarter i Gamla stan

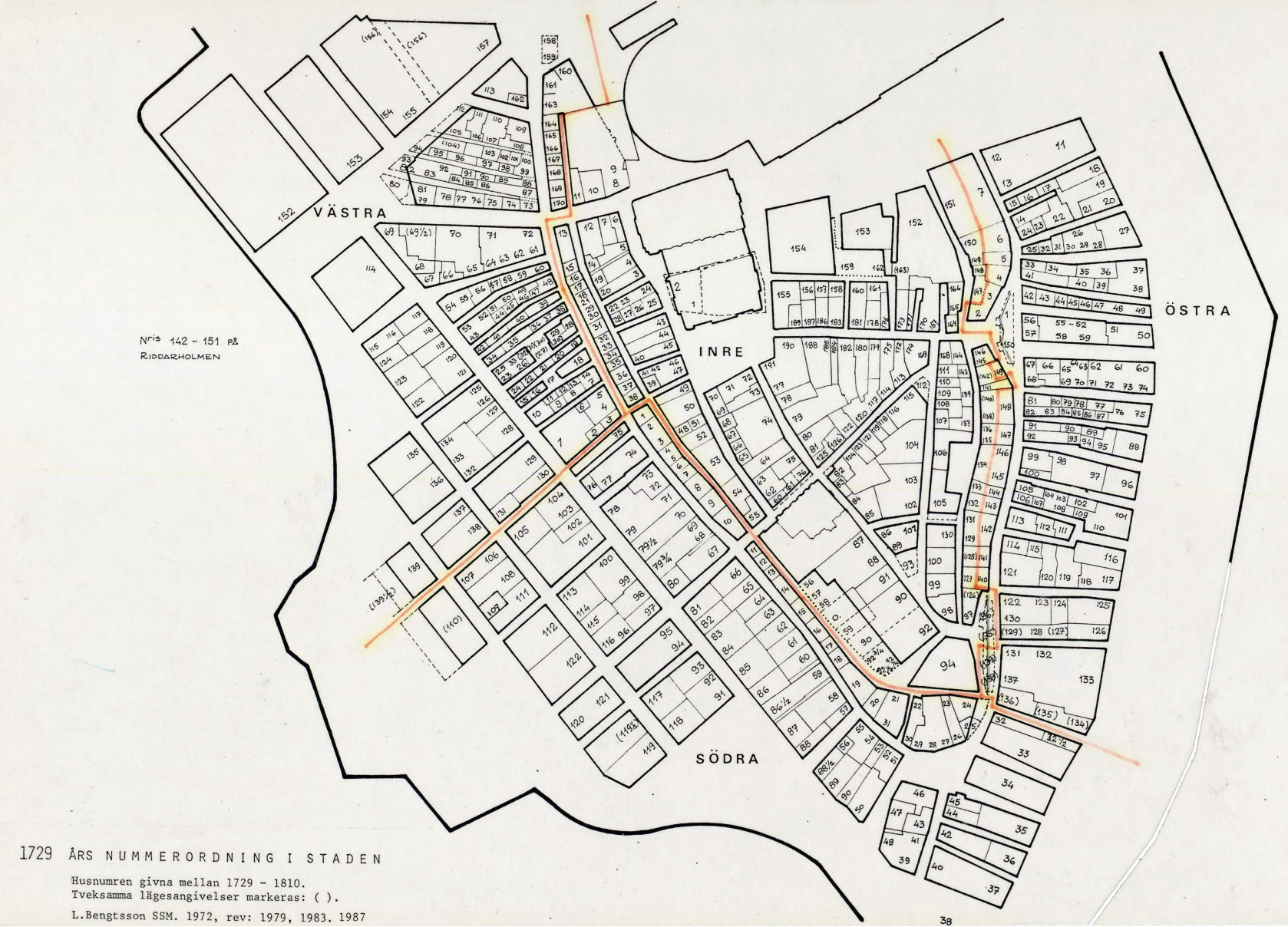
Karta med sammanställning av tomtnummer som användes mellan 1729 och 1810. Staden är uppdelad i distrikt (inre, södra, västra och östra).
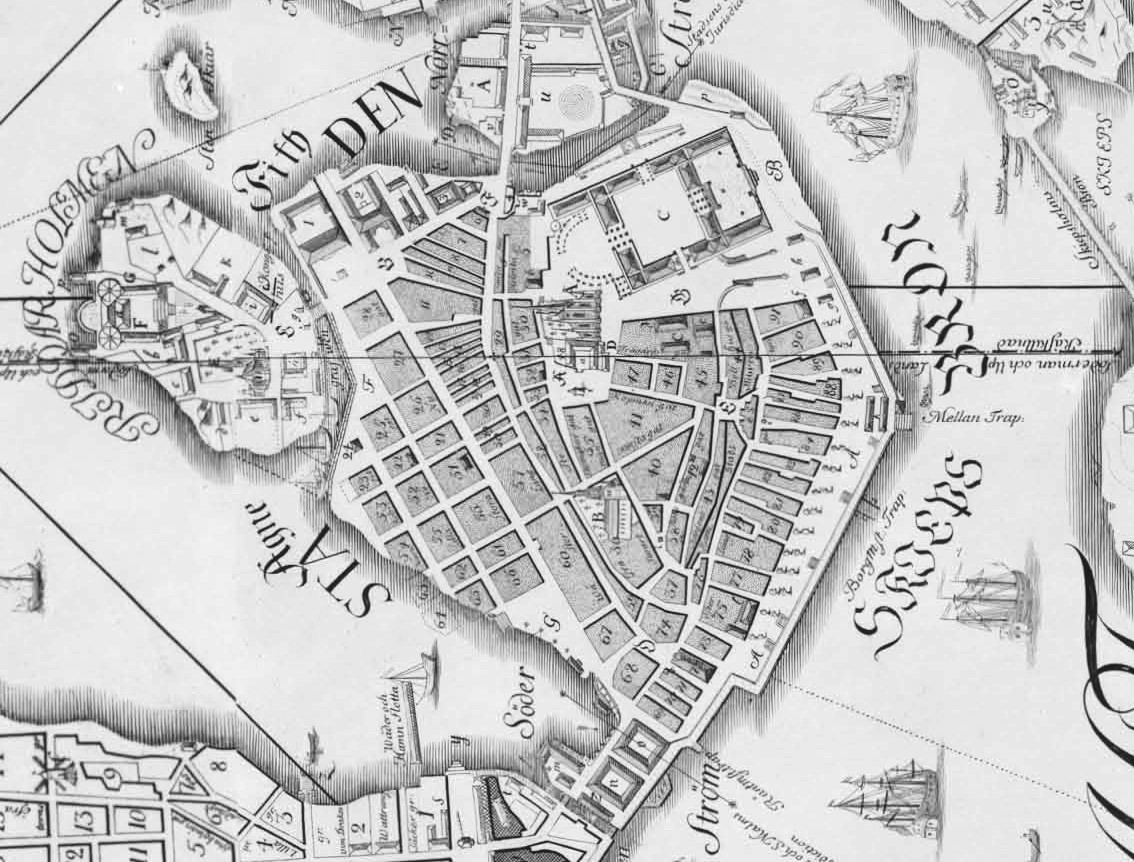
Kvarter och dess numrering enligt Petrus Tillaeus karta från 1733.
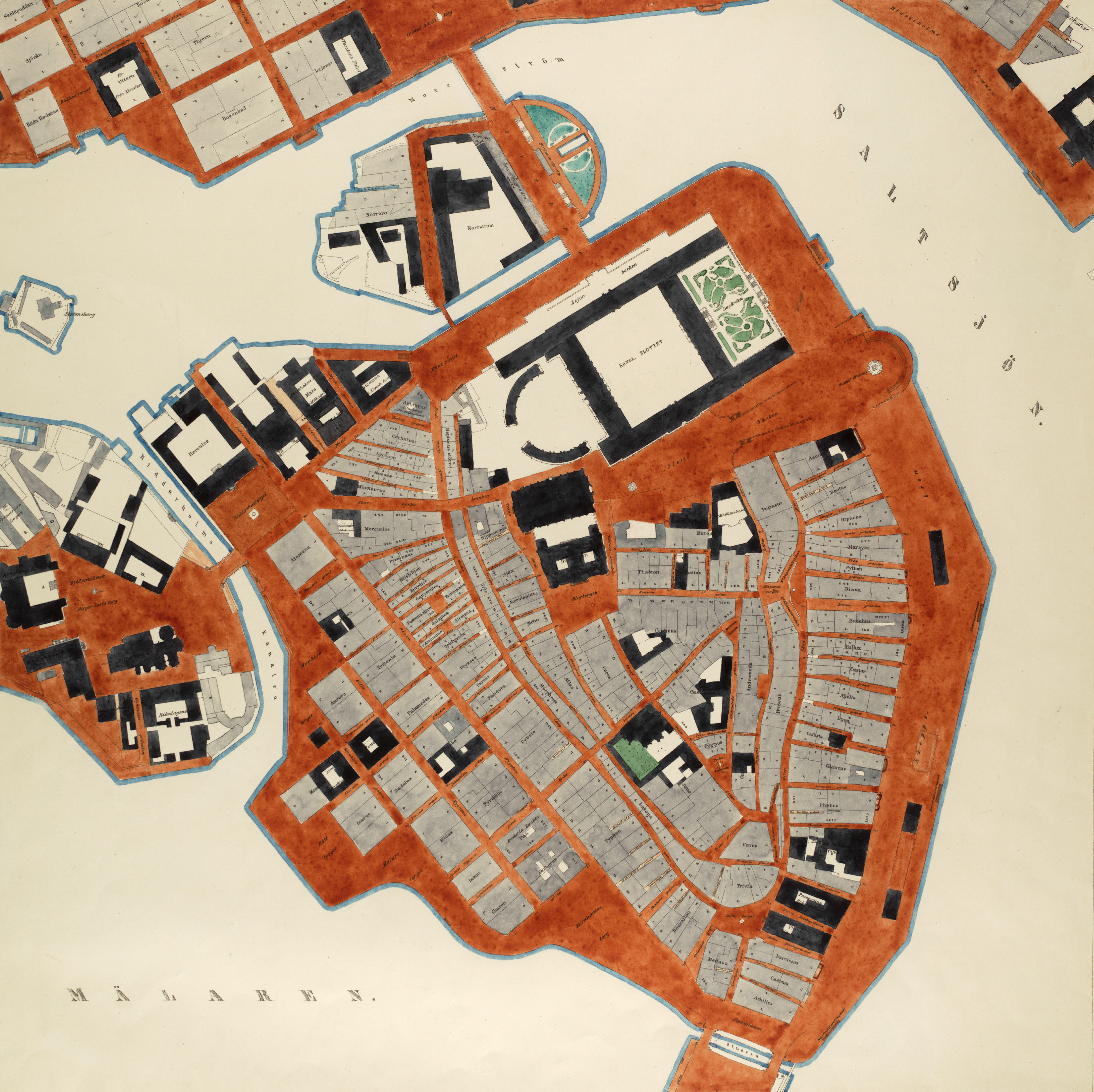
1863 års kartblad över inre staden med kvarter och fastighetsnumrering 1863.
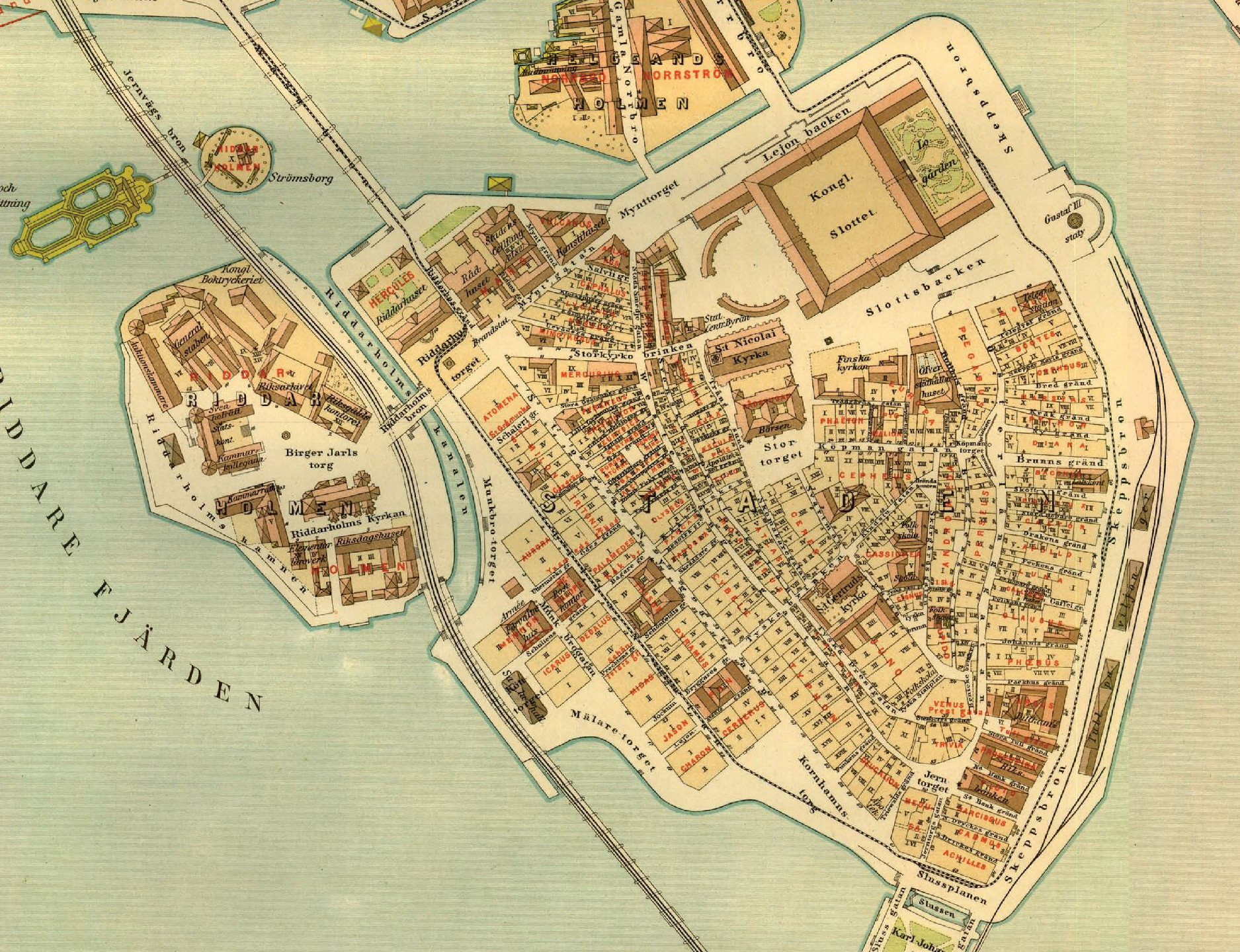
Kvartersnamnen på Alfred Rudolf Lundgrens karta 1885.
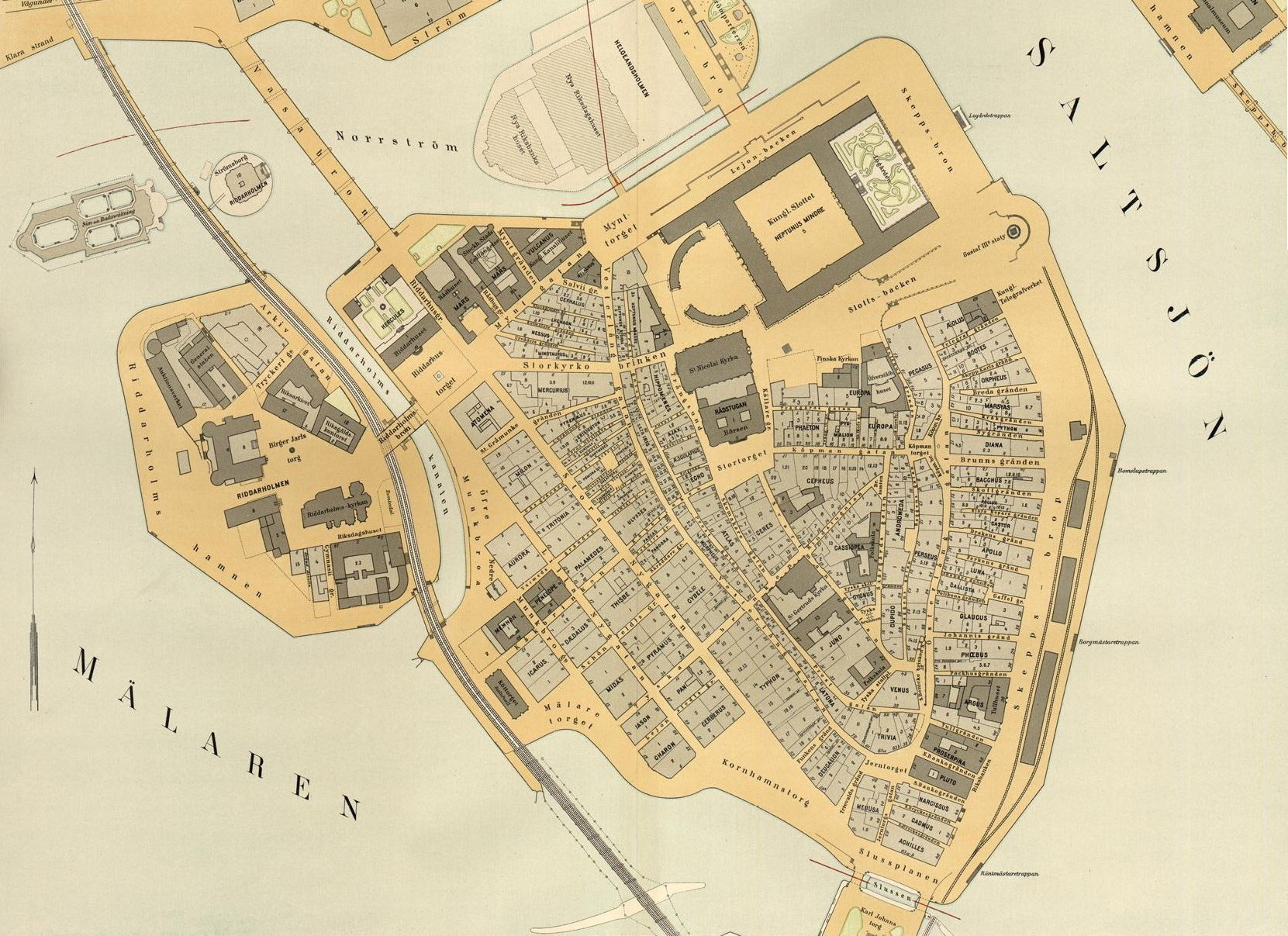
Gamla stan, Generalstabens Litografiska Anstalt 1899 genom Alfred Bentzer.

## Not
1. ↑  I Storkyrkoförsamlingens husförhörslängder från 1800-talets första hälft finns dock kvarteret Asia, men med ett enda hus. Kvarteret försvinner i början av 1850-talet.